# 鮑靈格林鎮區 (伊利諾伊州費耶特縣)
鮑靈格林鎮區（英語：Bowling Green Township）是位於美國伊利諾伊州費耶特縣的一個行政鎮區。

## 地方資料
根據2010年美國人口普查的數據，鮑靈格林鎮區的面積為66.10平方千米，當中陸地面積為66.10平方千米，而水域面積為0.00平方千米。當地共有人口441人，而人口密度為每平方千米6.67人。